# لافتة تاريخية

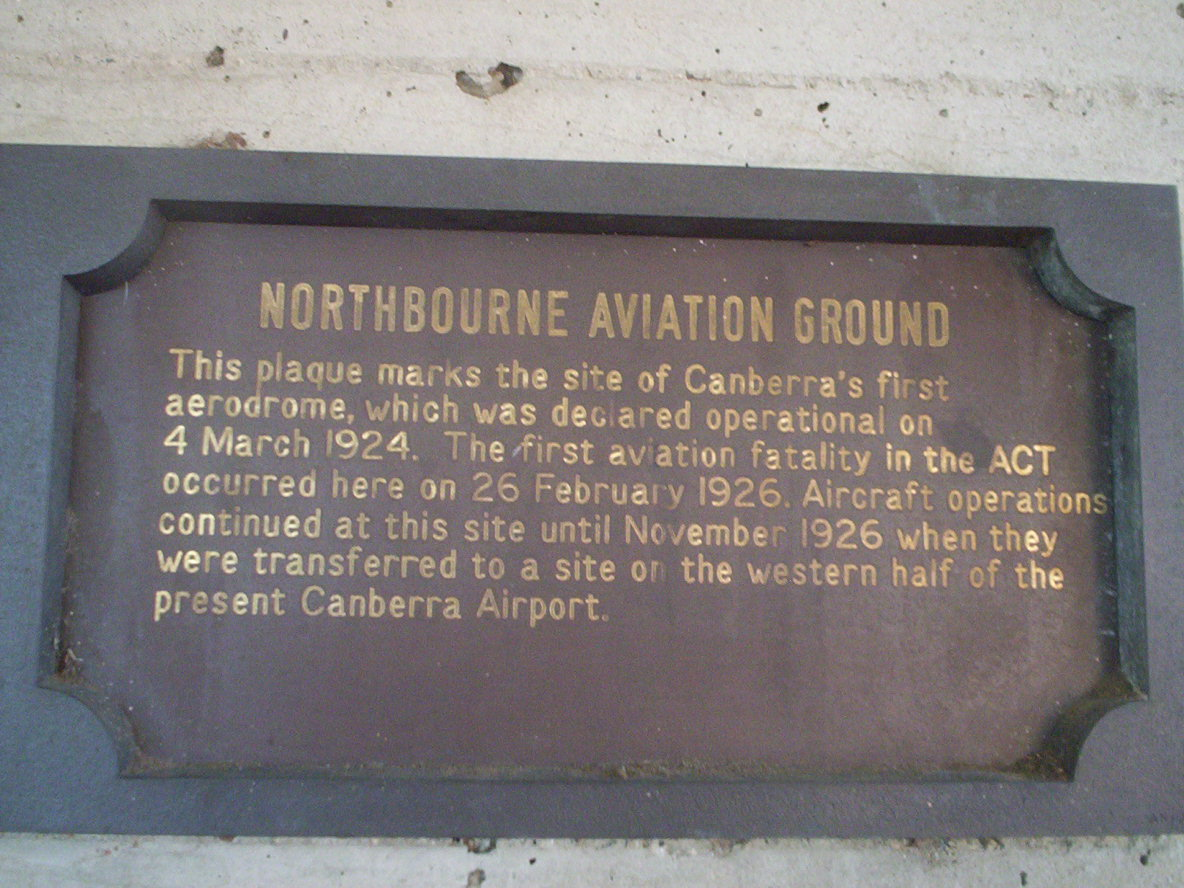
هذه اللافتة في ديكسون، إقليم العاصمة الأسترالية تخلد ذكرى تأسيس أول مطار في كانبيرا وأول حادث أليم له في عشرينيات القرن الماضي.

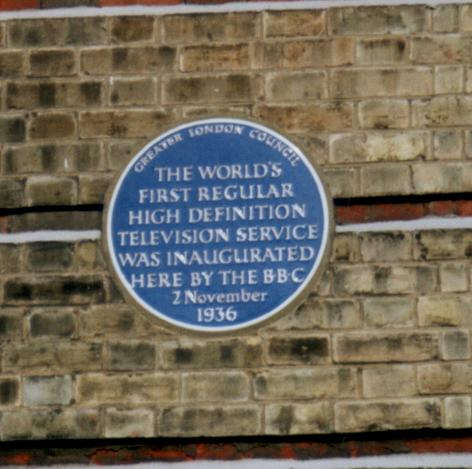
هذه اللوحة الزرقاء لمجلس لندن الكبرى في قصر ألكسندر تخلد ذكرى إطلاق تلفزيون هيئة الإذاعة البريطانية (بي بي سي) في عام 1936.

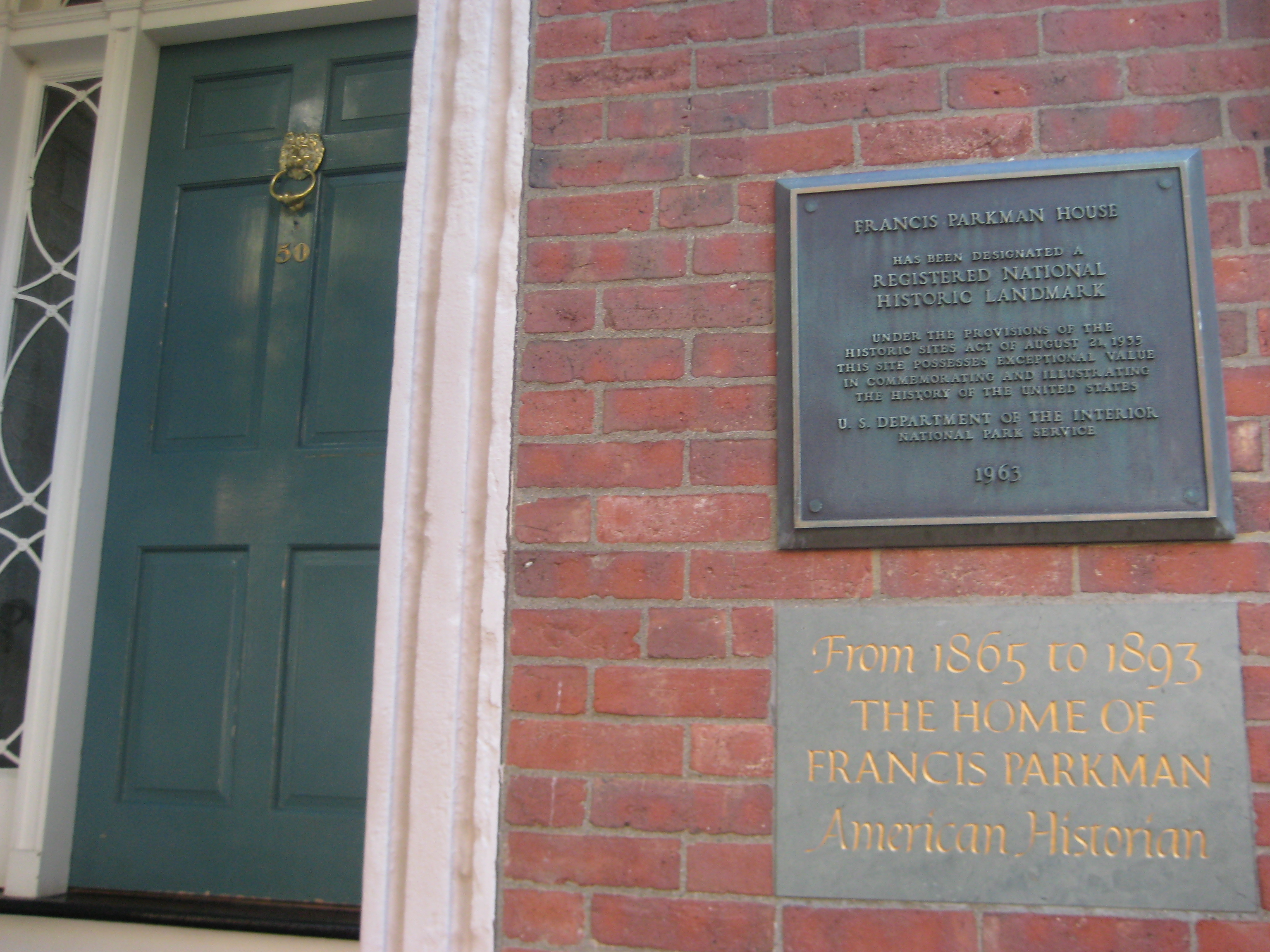
تبين هذه اللافتات التاريخية موقع منزل فرانسيس باركمان، وهو معلم تاريخي وطني يقع في بيكون هيل في بوسطن، ماساتشوستس.

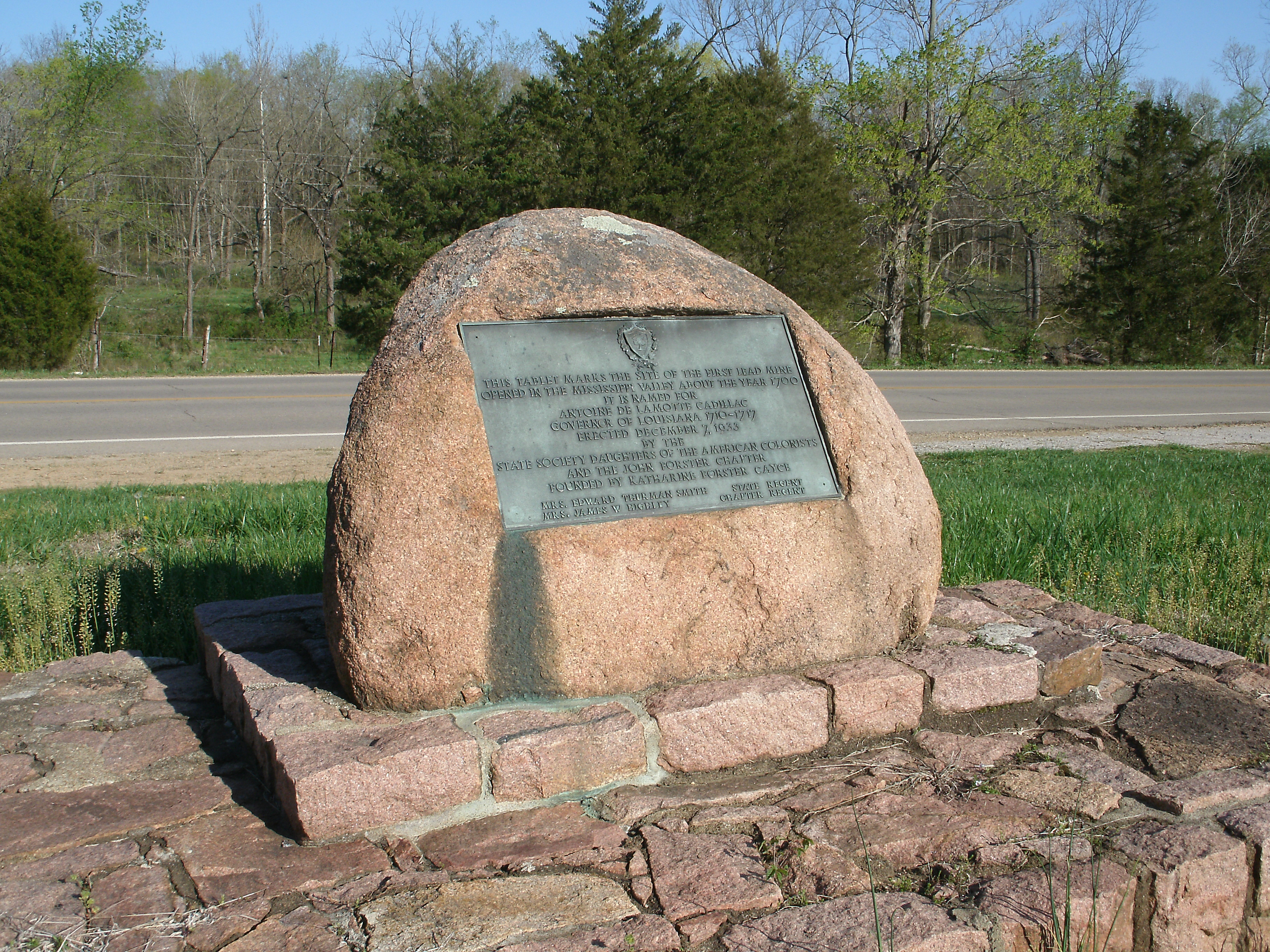
مثال للافتة مثبتة في صخرة جرانيت أصلية في ماين لا موت، ولاية ميسوري.

اللافتة التاريخية (بالإنجليزية: historical marker)هي مؤشر مثل لوحة أو علامة غرضها تخليد ذكرى حدث أو شخص يتمتع بقيمة تاريخية وربط هذه القيمة بمكان محدد يمكن زيارته.

## الوصف
يتم وضع اللافتات التاريخية قيد العرض من قِبل ملاك المواقع المسجلين لدى الوكالات الوطنية المعنية بالمحافظة على المواقع التاريخية مثل الصندوق الوطني للحفاظ على التراث التاريخي والسجل الوطني للأماكن التاريخية (في الولايات المتحدة) والسجل الكندي للأماكن التاريخية (في كندا) والصندوق الوطني للأماكن ذات القيمة التاريخية أو الجمال الطبيعي (في المملكة المتحدة) والصندوق الوطني الأيرلندي (An Taisce) (في أيرلندا) والصناديق الوطنية لبلدان أخرى.
ويتم إنشاء لافتات تاريخية أخرى من قِبل البلديات المحلية والمنظمات غير الربحية أو الشركات أو الأفراد. علاوة على المناطق المحددة جغرافيًا، يمكن للمنظمات الفردية مثل إي كلامبوس فيتاس أو الجمعية الأمريكية للمهندسين الميكانيكيين اختيار الاحتفاظ بمجموعة وطنية من اللافتات التاريخية التي تناسب موضوعًا معينًا.

## أمثلة
تختلف المعايير والظروف التي من خلالها يدير طرف ما توزيع اللافتات التاريخية. فعلى سبيل المثال، يتيح برنامج «ورسيستر للمحافظة على الأماكن التاريخية» في ورسيستر، بولاية ماساتشوستس للشخص تسجيل منزله أو غيره من المباني الأخرى التي لا يقل عمرها عن خمسين عامًا إذا كان المبنى في حالة جيدة، مع الإبقاء على طابعه الأصلي وأهميته وفقًا للطبيعة المعمارية أو الثقافية أو التاريخية للحي المحلي. ثم بعد ذلك يدفع المرء رسمًا (من 185 إلى 225 دولارًا) للحصول على اللافتة التاريخية ذاتها.
وفي نفس الولاية، توجد لدى حي شارلستون في بوسطن في ولاية ماساتشوستس جمعية محلية خاصة لإدارة اللافتات التاريخية. واللافتات التاريخية الأخرى الموجودة في بوسطن وحولها تُدار من قِبل وكالات مثل جمعية سكان بوسطن أو أنها ترتبط بمواقع مثل تلك الموجودة على طول درب الحرية (Freedom Trail) ودرب التراث الأسود (Black Heritage Trail) وقلادة الزمرد (Emerald Necklace).
ومن بين الأمثلة الأخرى على اللافتات التاريخية التي تُنشأ محليًا في الغالب في الولايات المتحدة اللافتة الموجودة خارج قصر حاكم ألاسكا، والتي تم إنشاؤها من قِبل برنامج اللافتات التاريخية للهيئة المئوية لولاية ألاسكا،  واللافتات التاريخية لمجلس اللافتات التاريخية الولائية في ولاية فلوريدا، واللافتات التي يتم وضعها من قِبل العديد من الوكالات في جورجيا (التي يشير أحد المصادر إلى وجود 3292 لافتة تاريخية مختلفة منها) وفي إنديانا، حيث من غير القانوني إنشاء لافتة تاريخية «بالشكل الخاص بالولاية» دون الحصول أولاً على موافقة رسمية من مكتب الأماكن التاريخية الخاص بالولاية  واللافتات التاريخية في كنساس التي تم إنشاؤها من قِبل جمعية كنساس التاريخية ووزارة النقل في ولاية كنساس، وبرنامج اللافتات التاريخية على جانب الطريق في ماريلاند التي تتم إدارتها من قِبل صندوق ماريلاند للأماكن التاريخية، وبرنامج اللافتات التاريخية الولائية في ولاية نيويورك (بدأ في عام 1926 لإحياء الذكرى الـ 150 للثورة الأمريكية)، واللافتات التاريخية التي تم وضعها مؤخرًا في عام 2008 في مقاطعة ساسكس، نيو جيرسي، واللافتات التاريخية الخاصة بولاية نيو ميكسكو المطبوعة بالحروف البيضاء على خلفية بنية من قِبل وزارة النقل في ولاية نيو ميكسكو، واللافتات التاريخية في ولاية كارولينا الشمالية (ينشر مكتب الأرشيف والتاريخ التابع لقسم المنشورات التاريخية دليلاً للافتات التاريخية الموجودة على الطرق السريعة بولاية كارولينا)، وأكثر من 1200 لافتة تاريخية في ولاية أوهايو (يتم إنشاؤها جميعًا الآن في ورشة عمل ماريتا، أوهايو)، وأكثر من 470 لافتة ولائية رسمية في ولاية ويسكونسن.
تُعتبر اللوحات الزرقاء نوعًا رئيسيًا من اللافتات التاريخية التي توجد في جميع أنحاء إنجلترا، وهي الأقرب لنظام اللافتات التاريخية في ذلك البلد. وأحد الأمثلة على ذلك هو مشروع اللوحة الزرقاء الذي يُدار من قِبل التراث الإنجليزي في لندن. وتم إنشاء هذه اللوحات بأشكال وألوان مختلفة، وقد أسستها الجمعية الملكية للفنون في عام 1867، وانتقلت إدارتها مؤخرًا إلى مجلس مقاطعة لندن. ولدى الصندوق الوطني (وهو منظمة خيرية غير ربحية على عكس التراث الإنجليزي وخصائص التراث الإنجليزي) لافتاتها الخاصة.
ومع ذلك، لا تُعتبر جميع اللافتات التاريخية في المملكة المتحدة زرقاء والعديد منها ليس خزفًا. وهناك مخططات لوحات تذكارية في باث وإدنبرة وبرايتون وليفربول ولوغتون وفي أماكن أخرى - بعضها تختلف عن اللوحات الزرقاء المألوفة. هذا ويستخدم أحد المخططات في مدينة مانشستر لوحات مرمزة بالألوان لإحياء ذكرى الشخصيات، مع توافق كل لون مع مهنة الشخص. وتقوم جمعية الشخصيات الكوميدية الراحلة (Dead Comics' Society) بإنشاء لوحات زرقاء تخليدًا لذكرى المساكن السابقة للشخصيات الكوميدية المعروفة بما في ذلك سيد جيمس وجون لي ميسوريه. في عام 2003، بدأت بلدة ساوثوارك التابعة للندن مخططًا للولاحات تضمن الشخصيات الموجودة على قيد الحياة. وحتى في لندن، يقوم مجلس مدينة وستمنستر بإدارة مخطط لوحات خضراء، تتم إدارته جنبًا إلى جنب مع مخطط اللوحات الزرقاء الذي يُدار من قِبل هيئة التراث الإنجليزي. وهناك مخططات أخرى تُدار من قِبل الجمعيات المدنية أو مجالس المقاطعات أو البلدات أو مجموعات التاريخ المحلي، وغالبًا ما تعمل بمعايير مختلفة. وفي عام 2010، وضعت الصحيفة البريطانية ذا صن لوحة ذات لون أحمر خارج متجر سنابي سنابس (Snappy Snaps) في هامبستيد في شمال لندن، وهو المكان الذي تعرض فيه المغني جورج مايكل لحادث في الساعات الأولى من يوم الأحد 4 يوليو 2010. وقالت الصحيفة إنها تعتزم وضع لوحات مماثلة في مواقع في جميع أنحاء المملكة المتحدة كتذكار للأحداث التي تحظى بشعبية في الصحافة الشعبية.

## معرض الصور
بعض عينات الصور الخاصة باللافتات التاريخية من أماكن مختلفة:

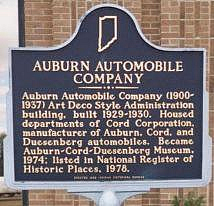
أوبيرن، إنديانا
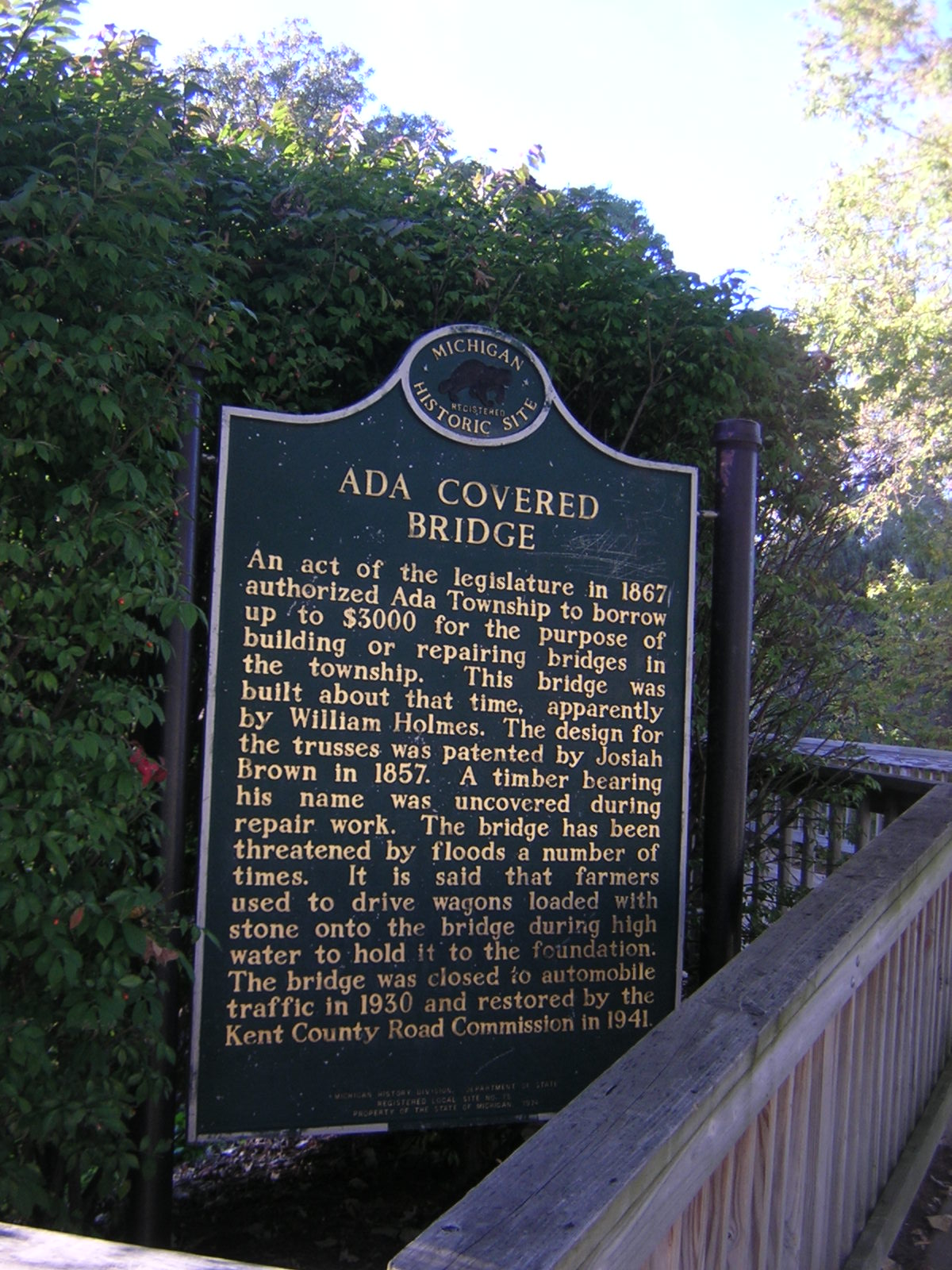
آدا، ميشيغان
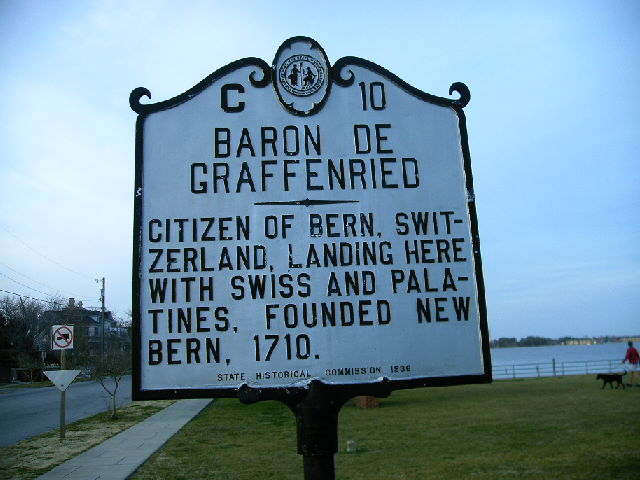
نيو بيرن، كارولينا الشمالية
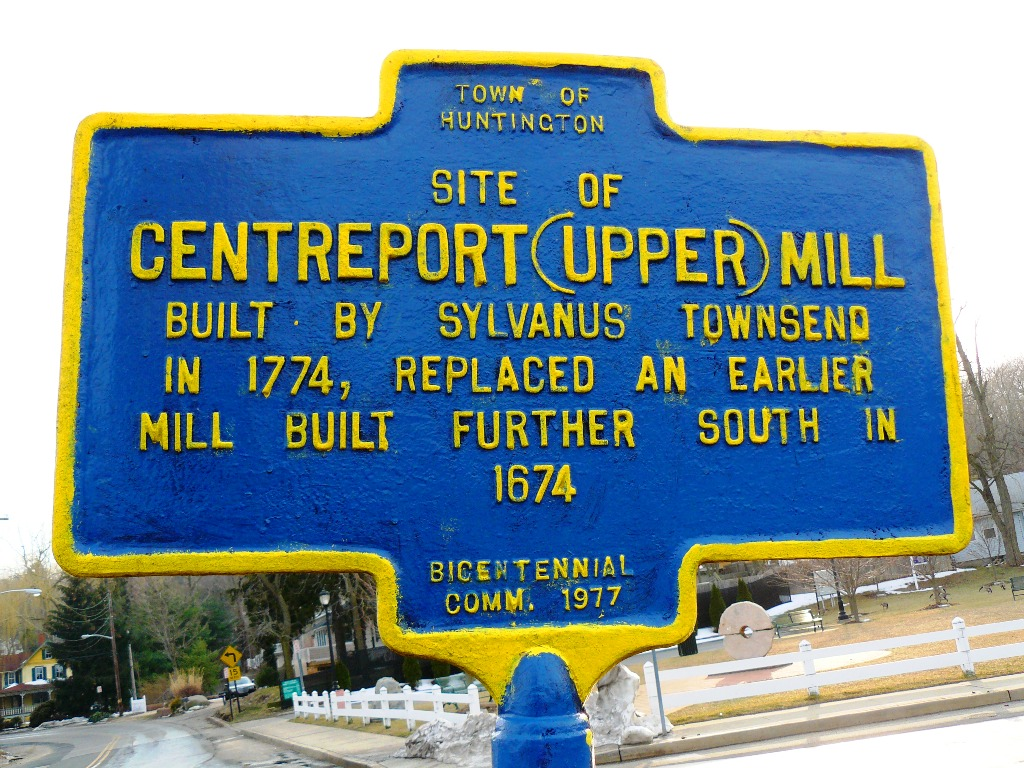
سنتربورت، نيويورك
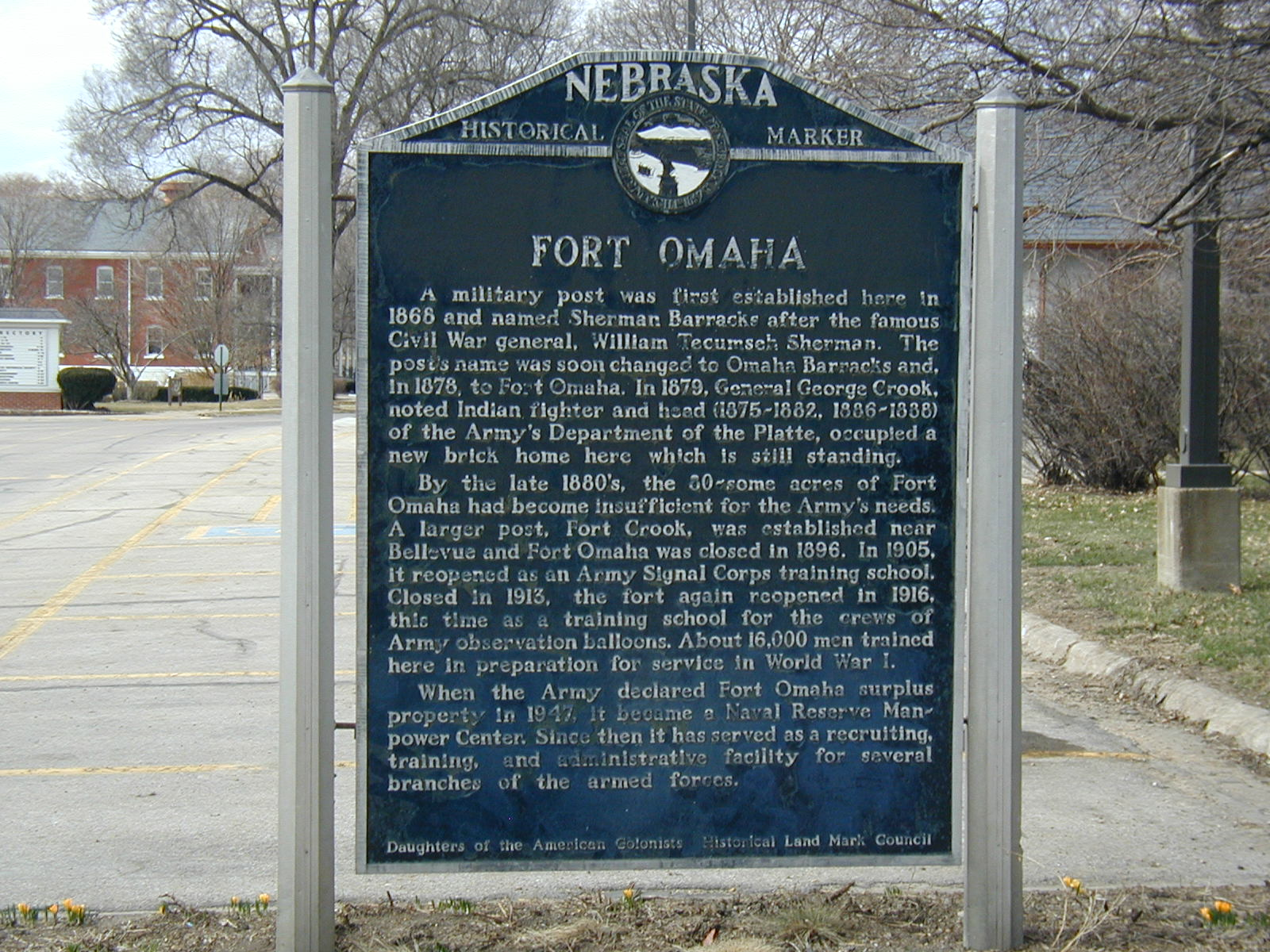
أوماها، نبراسكا
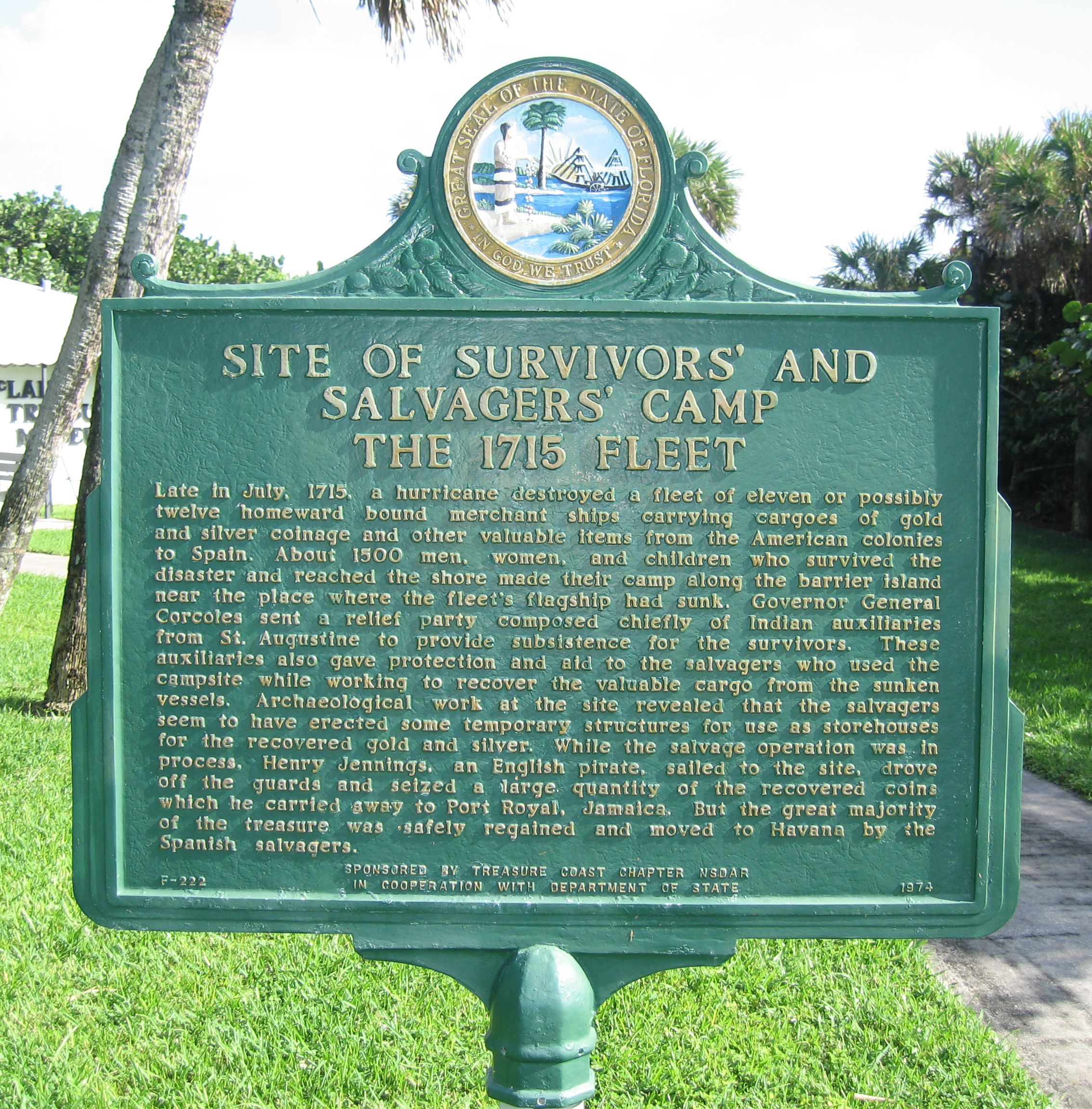
أورتشيد آيلند، فلوريدا
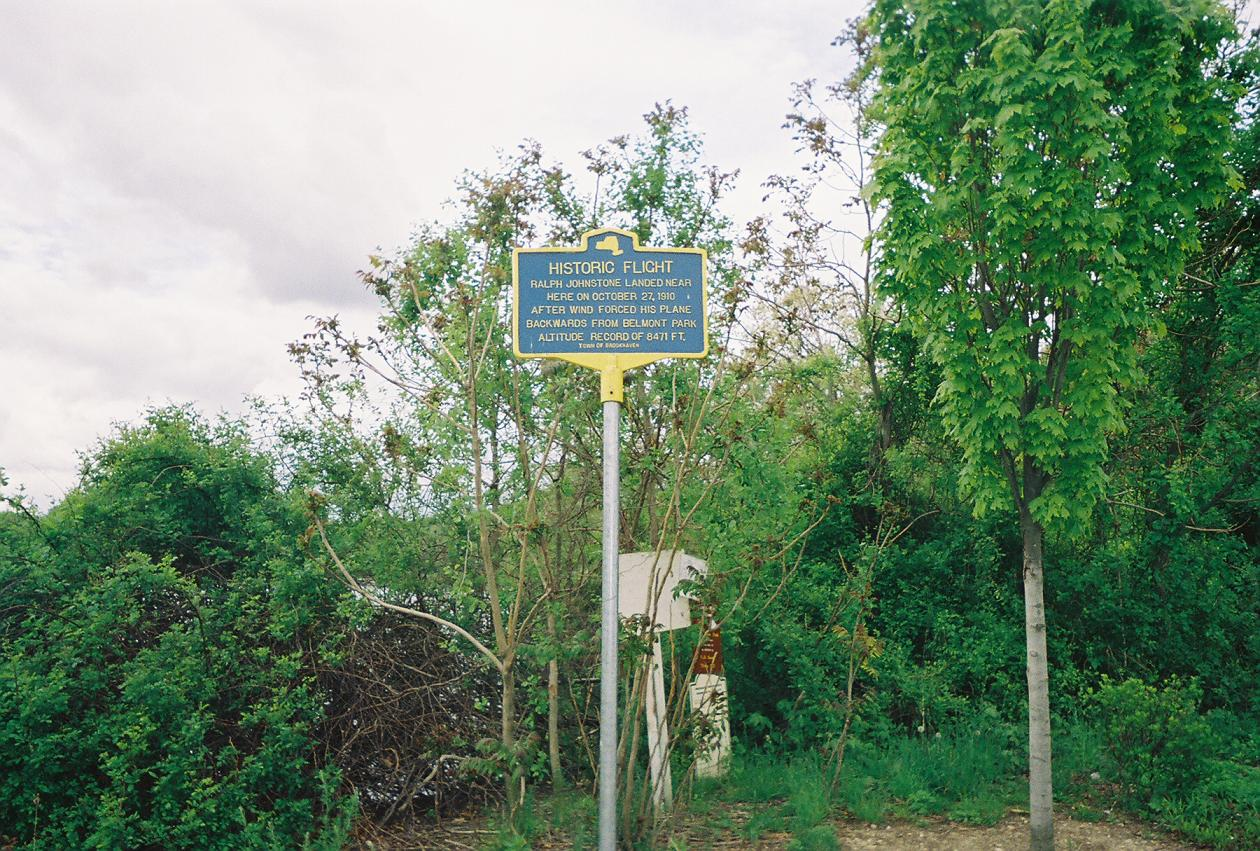
ميدل آيلند، نيويورك
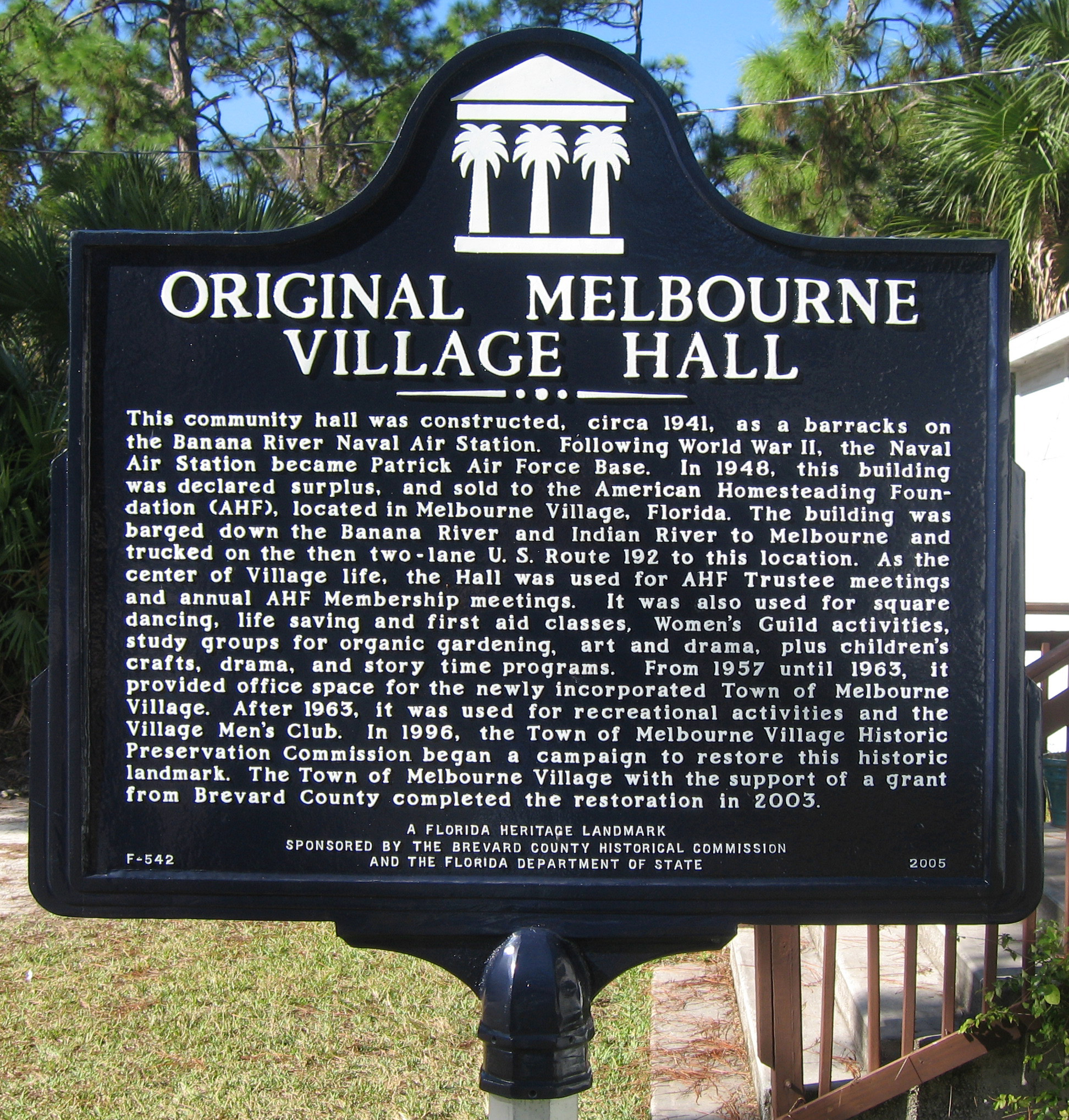
قرية ملبورن، فلوريدا
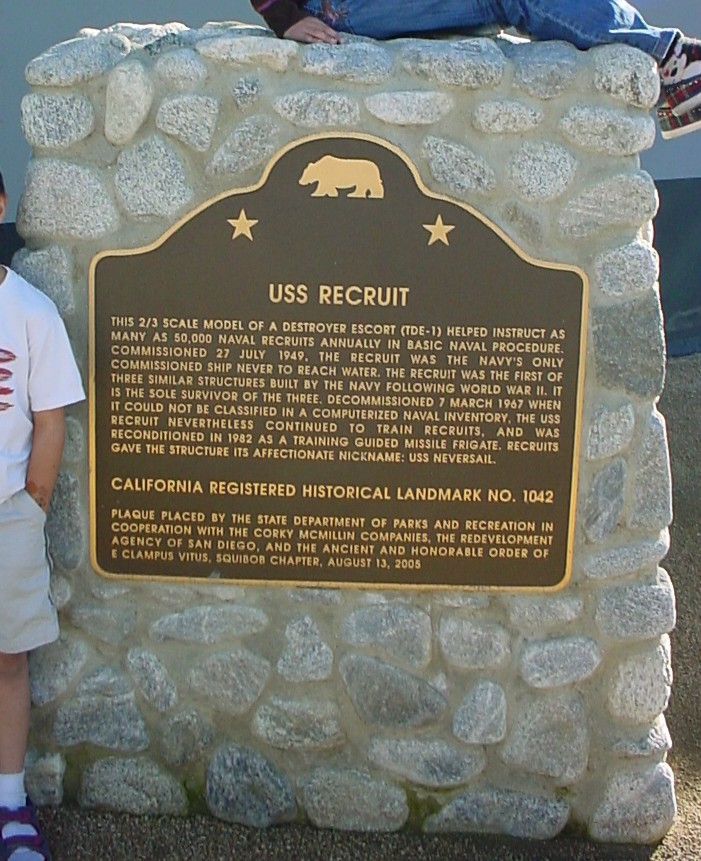
سان دييغو، كاليفورنيا
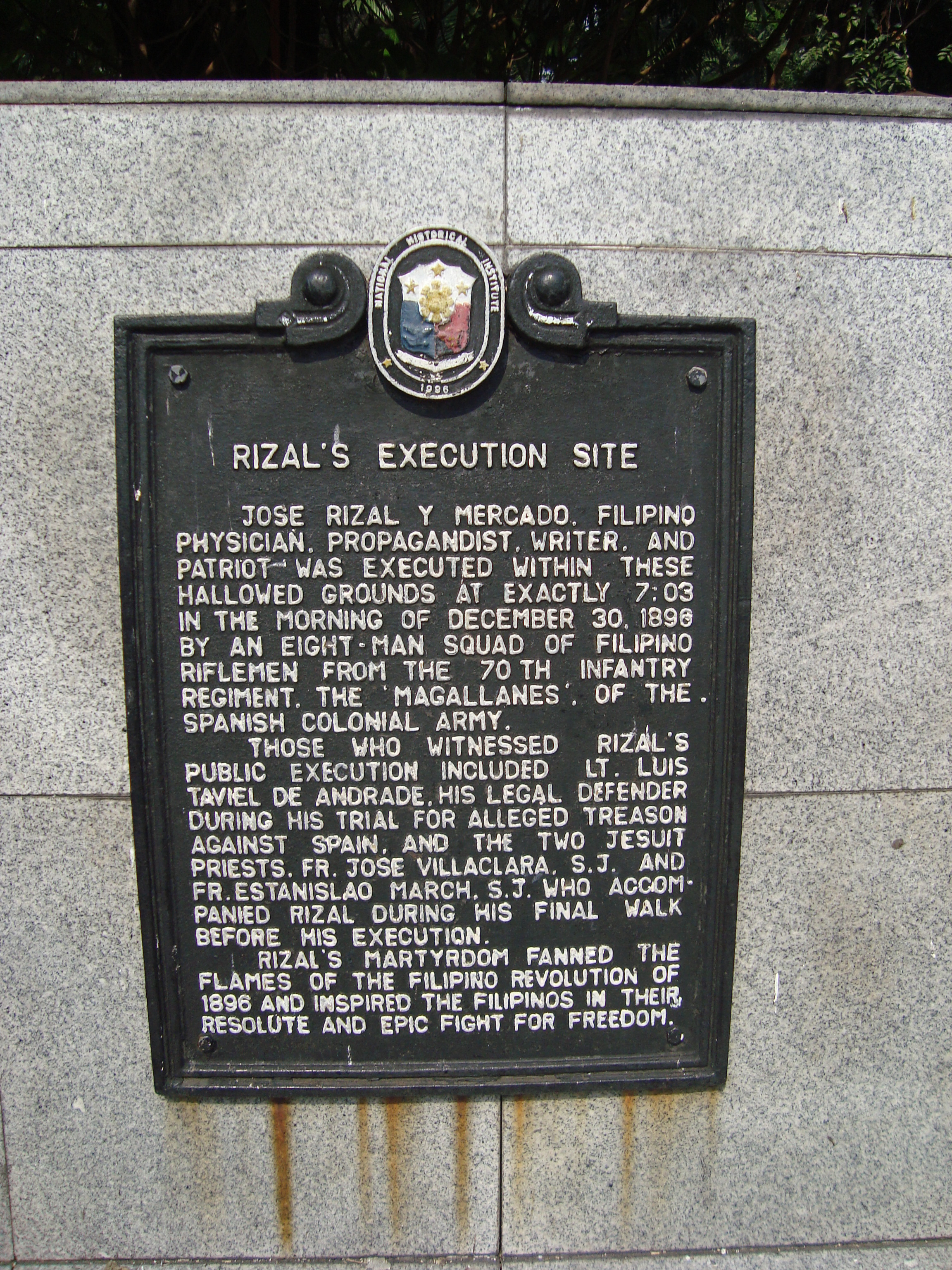
مانيلا، الفلبين
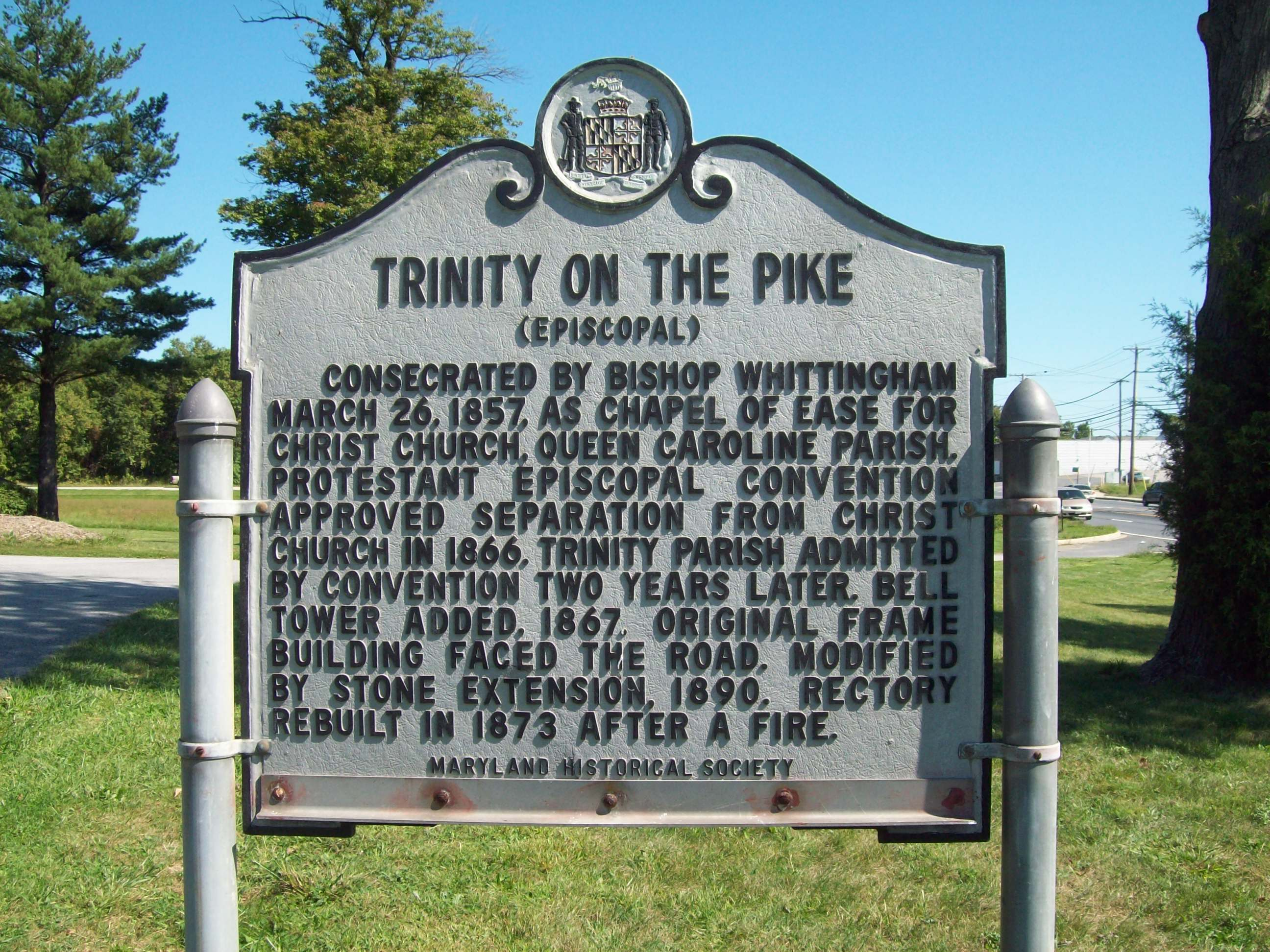
إلكريدج، ماريلاند

### النمسا
- Bundesdenkmalamt

### بلجيكا
- Institut du Patrimoine

### كندا
- المواقع التاريخية الوطنية في كندا
- الفهرس: المواقع التاريخية الوطنية في كندا

### تشيلي
- الآثار الوطنية في تشيلي

### فرنسا
- Monument historique

### ألمانيا
- Deutsche Stiftung Denkmalschutz
- Kulturdenkmal|Kulturdenkmal (مواقع التراث الوطني)

### هونغ كونغ
- الآثار المعلن عنها في هونغ كونغ
- قائمة بالأبنية التاريخة من الفئة 1 في هونغ كونغ
- قائمة بالأبنية التاريخة من الفئة 2 في هونغ كونغ
- قائمة بالأبنية التاريخة من الفئة 3 في هونغ كونغ

### إيطاليا
- Fondo per l'Ambiente Italiano (الصندوق الوطني الإيطالي)

### هولندا
- Rijksmonument

### نيوزيلندا
- صندوق الأماكن التاريخية في نيوزيلندا (New Zealand Historic Places Trust)

### سنغافورة
- الآثار الوطنية في سنغافورة

### سويسرا
- Kulturgüterschutz — أو: Protection des biens culturels؛ حماية التراث الثقافي في سويسرا؛ أو Protezione dei beni culturali

### الفلبين
- قائمة اللافتات التاريخية في الفلبين

### المملكة المتحدة
- برنامج اللوحات الزرقاء — في جميع أنحاء المملكة المتحدة.
- قائمة اللوحات الزرقاء
- القائمة النظامية للمباني ذات القيمة المعمارية أو التاريخية الخاصة
- الصندوق الوطني للأماكن ذات القيمة التاريخية أو الجمال الطبيعي — إنجلترا وويلز وأيرلندا الشمالية.
- الصندوق الوطني لأسكتلندا — أسكتلندا

### الولايات المتحدة
- السجل الوطني للأماكن التاريخية (NRHP)
- الصندوق الوطني للحفاظ على التراث التاريخي
- اللافتات التاريخية المثبتة في الولايات المتحدة و/أو المستويات البلدية (أمثلة):
  - المعلم التاريخي لكاليفورنيا — ذو الأهمية التاريخية على مستوى الولاية
  - الأماكن ذات الأهمية التاريخية لولاية كاليفورنيا — ذات الأهمية المحلية (المدينة أو المقاطعة)
  - النصب التاريخي والثقافي لولاية لوس أنجليس — حسب المدينة
  - المعالم المحددة لولاية سان فرانسيسكو — حسب المدينة
  - لجنة المحافظة على معالم مدينة نيويورك المعالم المحددة — للمدينة
  - برنامج اللافتات التاريخية الموجودة على الطرق السريعة لولاية كارولاينا الشمالية، وهو جزء من وزارة الموارد الثقافية لولاية كارولاينا الشمالية -- للولاية

## قائمة المصادر
- English Heritage, Blue Plaques: A Guide to the Scheme, 2002
- Nick Rennison, The London Blue Plaque Guide, 2003
- Derek Sumeray, Discovering London Plaques
- Derek Sumeray, Track the Plaque, 2003

## وصلات خارجية
- Historical Marker Database
- Historical Markers Project: search-homepage — photographs of historical markers across America
- A Waymarking.com Category — California Historical Markers
- Markeroni - The Gentle Art Of Landmark-Snarfing
- StoppingPoints: Historical Markers
- HistoryQuest.com
- Waymarking.com

### The United States
- Alabama
  - The Alabama Historical Association
  - Alabama Historical Commission - PDF
  - Historic Markers Across Alabama
- Arkansas Official Site
- California Historical Markers by county
- Colorado Official Site
- Delaware Official Site
- Florida Official Site
  - Historic Markers Across Florida
- Georgia
  - GeorgiaInfo
  - Georgia Historical Society
  - Historic Markers Across Ga
  - Villa Rica Historical Markers, in Villa Rica, Georgia
- Idaho Official Site
- Illinois Official Site
- Indiana Official Site
- Iowa Official Site
- Kansas Official Site
- Kentucky Official Site نسخة محفوظة 10 يونيو 2008 على موقع واي باك مشين.
- Louisiana Official Site
- Maryland Official Site
- Massachusetts Unofficial Site
- Michigan Official Site
- Mississippi Official Site
- Montana Official Site
- Nebraska Official Site
- Nevada Historical Markers Official Website
- New Hampshire Historical Markers Official Website
- |New York Historical Markers Official Website
- North Carolina Official Site نسخة محفوظة 5 فبراير 2015 على موقع واي باك مشين.
- Ohio Official Site
- Oklahoma Official Site
- Oregon Official Site
- Pennsylvania Official Site
- South Carolina Official Site
  - Historic Markers Across South Carolina
- Tennessee Official Site
- Texas Official Site
- Utah Official Site
- Vermont Official Site
- Virginia Official Site
- Washington Official Site
- West Virginia Official Site
- Wisconsin Official Site